# Chantonnay
Chantonnay [ʃɑ̃tɔnɛ] ist eine französische Gemeinde mit 8518 Einwohnern (Stand 1. Januar 2022) im Département Vendée in der Region Pays de la Loire. Sie liegt im Arrondissement La Roche-sur-Yon und ist Hauptort (chef-lieu) des Kantons Chantonnay. Die Einwohner nennen sich Chantonnaisien(ne).

## Geografie
Die Gemeinde wird vom Fluss Lay durchquert und im Westen durch den Petit Lay begrenzt.
Umgeben wird Chantonnay von den Nachbargemeinden Saint-Germain-de-Prinçay im Norden, Sigournais im Nordosten, Bazoges-en-Pareds im Osten, La Jaudonnière im Südosten, Saint-Juire-Champgillon und La Réorthe im Süden, Bournezeau im Westen und Südwesten, Saint-Hilaire-le-Vouhis im Westen und Sainte-Cécile im Nordwesten. Die Gegend gehört zum Weinbaugebiet Fiefs Vendéens.

## Bevölkerungsentwicklung
| Jahr      | 1962 | 1968 | 1975 | 1982 | 1990 | 1999 | 2006 | 2011 |
| Einwohner | 4137 | 5135 | 6991 | 7235 | 7458 | 7541 | 7958 | 8255 |

## Geschichte
Mit der Schlacht von Chantonnay in den Zeiten der Französischen Revolution am 5. September 1793 unterlagen die ohnehin zahlenmäßig unterlegenen republikanischen Truppen den Truppen der Vendée im Aufstand der Vendée.
1812 fiel bei Chantonnay ein 31,5 Kilogramm schwerer Steinmeteorit und wurde als L6-Chondrit klassifiziert. Der Meteorit wurde auf einem Acker gefunden und später in zahlreiche Fragmente zerteilt.

## Kultur und Sehenswürdigkeiten

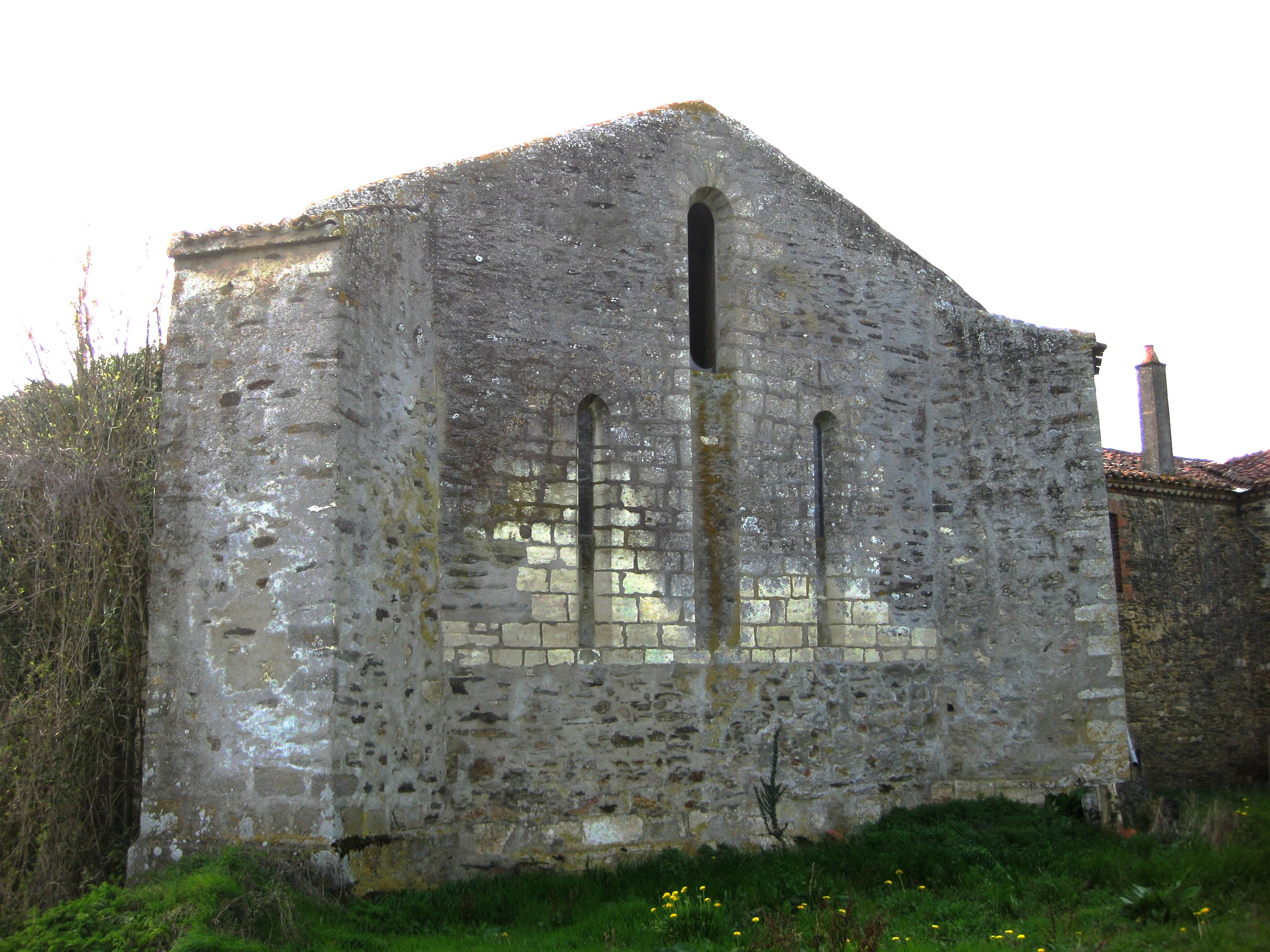
Kapelle Notre-Dame

- Kirchen Saint-Pierre, Saint-Philbert, Saint-Pierre-et-Saint-Paul, Saint-Médard
- Kapelle Notre-Dame
- Waschhäuser von Marzelle und von Saint-Mars
- Taubenhäuser von Porches de Ponsay und Dinchin
- Herrenhaus Ponsay
- Das Laytal
- Schloss in Sigournais

## Verkehr

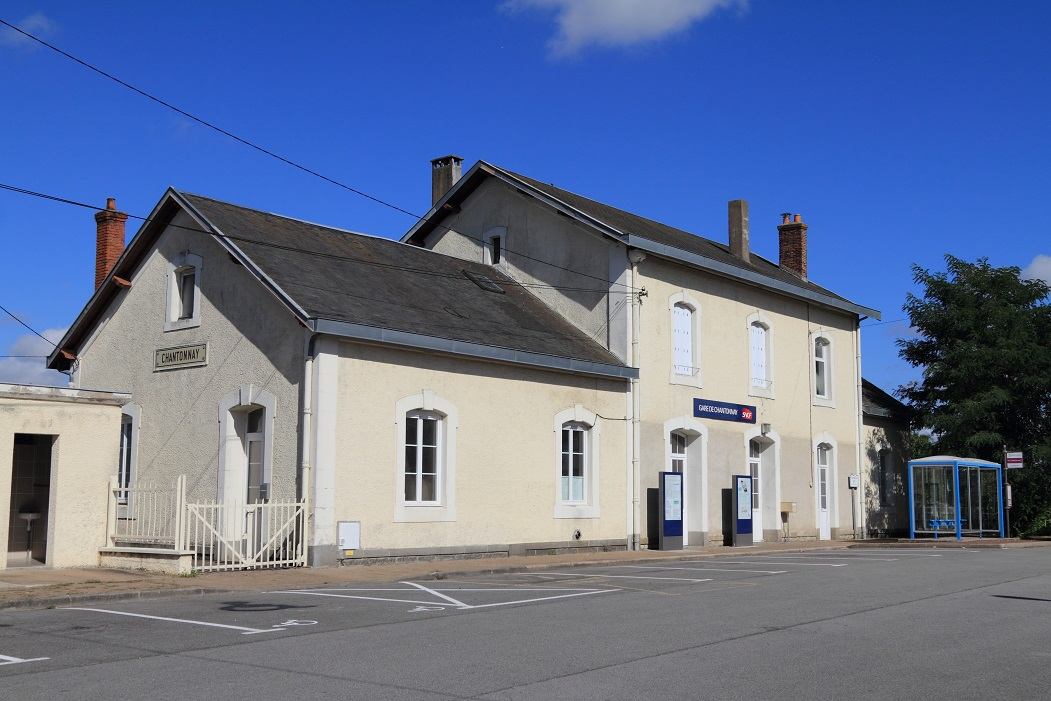
Empfangsgebäude des Bahnhofs

Chantonnay ist Kreuzungspunkt der früheren Nationalstraßen N 137, N 149bis und N 160bis.
Der Ort hat einen Bahnhof an der Bahnstrecke Les Sables-d’Olonne–Tours, der am 27. März 1871 von der Compagnie des chemins de fer de Vendée eröffnet wurde. 1878 ging die Strecke an die Administration des chemins de fer de l’État (ETAT) über, die 1938 in der SNCF aufging. 1914 ging eine Zweigstrecke von Vouvant-Cezais in Betrieb, die 1914 über Chantonnay hinaus nach Saint-Christophe-du-Bois verlängert wurde. Auf dieser wurde bereits 1939 der Personenverkehr, 1960 auch der Güterverkehr eingestellt. Aktuell wird der Bahnhof von Zügen des TER Pays de la Loire bedient.
Am 16. November 1957 ereignete sich im Süden des Orts, am Bahnübergang der damaligen N 137, ein schwerer Eisenbahnunfall. Ein aus einem „Picasso“-Dieseltriebwagen mit einem Beiwagen bestehender Personenzug und ein von einer Dampflokomotive gezogener Güterzug stießen in einer Kurve der eingleisigen Eisenbahnstrecke in Richtung Tours frontal zusammen. 29 Menschen kamen ums Leben, darunter alle Fahrgäste des Triebwagens; 22 weitere wurden verletzt.

## Gemeindepartnerschaften
Seit 1970 besteht eine Partnerschaft mit der deutschen Stadt Ebermannstadt in Oberfranken (Bayern).

## Persönlichkeiten
- Henri Rochereau (1908–1999), Politiker und Landwirtschaftsminister, in Chantonnay geboren
- Philippe Katerine (* 1968), Schauspieler und Liedermacher, in Chantonnay aufgewachsen